# Jiří z Haugvic
Jiří I. z Haugvic (německy Georg von Haugwitz, † 1. října 1463 v Zeitzi) byl česko-saský šlechtic z rodu Haugviců z Malé Obiše. Zastával vysoké církevní pozice, v roce 1463 byl biskupem naumburským a byl kancléřem Fridricha Saského.

## Život
Jiří se narodil jako syn. Kvůli chybě v přepisu byl jeho předchůdce Petr ze Šlejnic přiřazován k rodu Haugviců jako Petr z Haugvic. 
Jiří studoval v Lipsku a poté byl ve službách Albrechta III. Sasko-Wittenberského. V roce 1424 se objevuje jako familiář milánského arcibiskupa Bartolomea Capry. Jako stoupenec Wettinů byl v roce 1431 protežován při volbě biskupa v Merseburgu, kde se však neprosadil proti Janu II. Bosemu z Ammendorfu a Ermlitz.  
V roce 1436 byl tajemníkem a poté kancléřem Fridricha Saského a z této pozice významně přispěl ke správní reformě Saského kurfiřtství. Objevoval se v dalších úřednických funkcích, byl mj. kanovníkem v Naumburgu, později i v Míšni. 
V roce 1461 kurfiřt Bedřich II. odměnil Jiřího I. z Haugvic lénem Seifersdorf u Radebergu poblíž Wachau v Sasku. 
Jiří z Haugvic zemřel 1. října 1463 v Zeitzi, pouhých 12 dní po svém zvolení do biskupského úřadu. Jeho hrob se nachází v zeitzském kolegiátním kostele, kde se dochovala jeho bronzová náhrobní deska.